# Gerlas (Bad Steben)

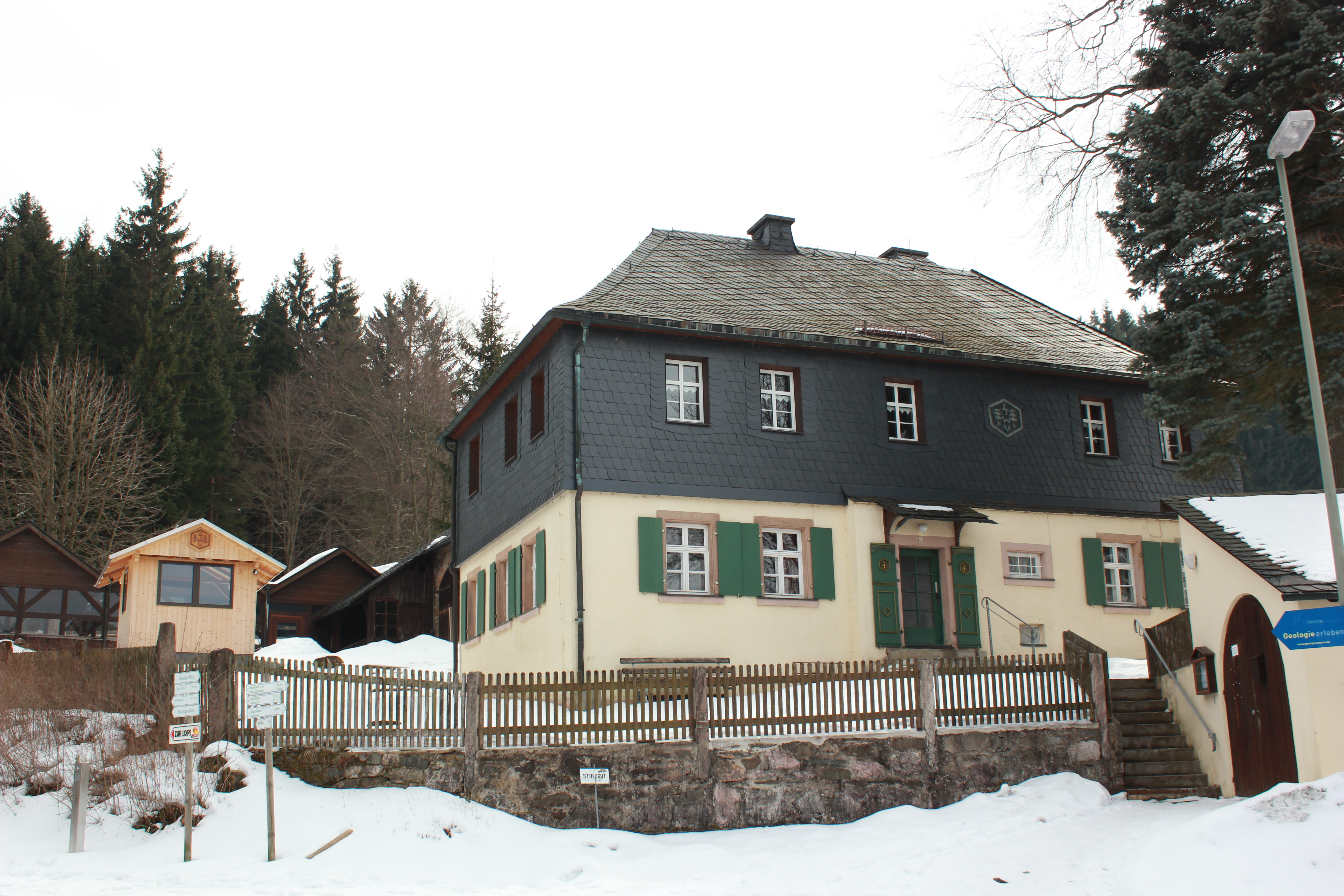
Ehemaliges Forsthaus

Gerlas ist ein Gemeindeteil des Marktes Bad Steben im Landkreis Hof (Oberfranken, Bayern). Gerlas liegt in der Gemarkung Bobengrün. Die Einöde Gerlaser Forsthaus zählt zum Gemeindeteil Gerlas.

## Geografie
Die Streusiedlung liegt inmitten des Naturparks Frankenwald südwestlich des Kernortes Bad Steben an der Staatsstraße 2198 und der Bayerischen Porzellanstraße. Südlich befindet sich das Waldgebiet Gerlaser Forst. Bei Gerlas entspringt der Lohbach, ein rechter Zufluss des Bobengrüner Bachs. Die St 2198 führt nach Bobengrün (2,3 km östlich) bzw. nach Geroldsgrün (1,7 westlich). Die Kreisstraße HO 32 zur Staatsstraße 2194 (2,5 km südlich). Gemeindeverbindungsstraßen führen nach Hirschberglein (0,7 km nördlich) und an Gerlaser Forsthaus und Ziegelhütte vorbei nach Bobengrün zur St 2198 (1,9 km östlich).

## Geschichte
Gegen Ende des 18. Jahrhunderts bestand Gerlas aus 15 Anwesen (5 Halbhöfe, 4 Viertelhöfe, 2 Gütlein, 4 Tropfhäuser) und einer Wildmeisterei. Die Hochgerichtsbarkeit hatte das bayreuthische Kasten- und Richteramt Lichtenberg. Das bayreuthische Kastenamt Thierbach war Grundherr sämtlicher Anwesen.
Von 1797 bis 1810 unterstand Gerlas dem Justiz- und Kammeramt Naila. Infolge des Ersten Gemeindeedikts wurde Gerlas dem 1812 gebildeten Steuerdistrikt Marxgrün und der zugleich entstandenen Ruralgemeinde Bobengrün zugewiesen. Im Zuge der Gebietsreform in Bayern wurde Gerlas am 1. Mai 1978 nach Bad Steben eingemeindet.

### Baudenkmäler
- Unterer Gerlas 5 (=Haus Nr. 1): Ehemaliges Forsthaus. Der Walmdachbau mit verkleidetem Fachwerkobergeschoss stammt im Kern aus dem 17./18. Jahrhundert.[7]

ehemaliges Baudenkmal
- Haus Nr. 3: Wohnstallhaus mit Frackdach; Erdgeschoss um 1870/80 in Sandsteinquaderwerk erneuert, hofseitiges Obergeschoss und Giebel Fachwerk, wohl noch 17. Jahrhundert, teilweise mit Stroh-Lehm-Ausfachung. Eines der wenigen, urtümlichen Frackdachhäuser des Landkreises, jedoch stark reparaturbedürftig.[8]

### Einwohnerentwicklung
| Jahr      | 1799   | 1820  | 1861   | 1871   | 1885   | 1900   | 1925   | 1950   | 1961   | 1970   | 1987   | 2013 |
| Einwohner | 89     | 104   | 140    | 139    | 166    | 143    | 144    | 173    | 142    | 125    | 98     | 70   |
| Häuser    | 14     |       |        |        | 20     | 21     | 26     | 27     | 30     |        | 31     |      |
| Quelle    | [ 10 ] | [ 5 ] | [ 11 ] | [ 12 ] | [ 13 ] | [ 14 ] | [ 15 ] | [ 16 ] | [ 17 ] | [ 18 ] | [ 19 ] |      |

## Religion
Gerlas ist evangelisch-lutherisch geprägt und bis heute nach St. Jakobus (Geroldsgrün) gepfarrt.